# Александровка (Звенигородский район)
Алекса́ндровка (укр. Олександрівка) — посёлок в Звенигородском районе Черкасской области Украины.
Население по переписи 2001 года составляло 43 человека. Почтовый индекс — 20224. Телефонный код — 4740.

## Местный совет
20244, Черкасская обл., Звенигородский р-н, с. Мизиновка